# Багатоядерний процесор
Багатоядерний процесор складається з двох і більше «обчислювальних ядер» на одному кристалі. Він має один корпус і встановлюється в один роз'єм на системній платі комп'ютера, але операційна система сприймає кожне його обчислювальне ядро як окремий процесор з повним набором обчислювальних ресурсів.
Така стратегія за принципом «розділяй і володарюй» (паралелізм на рівні процесів і нитей) відчутно збільшує продуктивність багатозадачної роботи на оптимізованому під таку роботу програмному забезпеченні, бо кілька застосунків зможе працювати дійсно паралельно.

## Особливості архітектури
У всіх[джерело?] багатоядерних процесорах кеш-пам'ять першого рівня у кожного ядра своя, а кеш 2-го рівня існує в кількох варіантах: 
- поділюваних — кеш розташований на одному з обома ядрами кристалі і доступний кожному з них у повному обсязі. Використовується в процесорах сімейств Intel Core.
- індивідуальний — окремі кеші рівного обсягу, інтегровані в кожне з ядер. Обмін даними з кешей L2 між ядрами здійснюється через контролер пам'яті — інтегрований (Athlon 64 X2) або зовнішній (Pentium D).

## Продуктивність
У застосунках, оптимізованих під паралельне виконання, спостерігається приріст продуктивності на двоядерних процесорах. Однак, якщо програма не оптимізована, то воно не буде отримувати практично ніякої вигоди від додаткових ядер, а може навіть виконуватися повільніше, ніж на процесорі з меншою кількістю ядер, але більшою тактовою частотою. Це в основному старі програми, або програми, яким багатозадачність не потрібна (наприклад, програвач музики) або неможлива.

## Нарощування кількості ядер
Основні виробники процесорів — Intel і AMD — визнали подальше збільшення числа ядер процесорів як один з пріоритетних напрямів збільшення продуктивності.[джерело?] Компанією AMD вже освоєно виробництво 8-ядерних процесорів для домашніх комп'ютерів, а також 16-ядерних в серверних системах. Intel у цьому показнику дещо відстає — освоєно виробництво 6- та 10-ядерних відповідно, але кожен з них отримує по 2 потоки команд, тобто віртуально їх вдвічі більше (Hyper-Threading), що насправді дає лише 10-15 % приросту швидкодії.

## Багатоядерні контролери
Є також тенденція впровадження багатоядерних контролерів в мобільні пристрої. 
Наприклад 
- seaForth-24 — нова розробка multi-Core MISC архітектури Chuck Moore 1ГГц 24-х ядерний асинхронний контролер.
- Контролер від Parallax[1] має вісім 32-розрядних процесорів (COG) в одному кристалі P8X32A.
- Kilocore PowerPC процесор з 1024 8-ми бітними ядрами які працюють на частоті 125МГц.

## Виноски
1. ↑  Propeller chip. Архів оригіналу за 29 липня 2009. Процитовано 8 серпня 2009.